# Рябошапка Микола Миколайович
Микола Миколайович Рябошапка (6 січня 1924, місто Новогеоргіївськ, тепер затоплене водами Кременчуцького водосховища — 25 квітня 1987, село Щербані Вознесенського району Миколаївської області) — український радянський діяч, голова колгоспу, Герой Соціалістичної Праці (8.12.1973). Депутат Верховної Ради УРСР 9—11-го скликань. Кандидат сільськогосподарських наук.

## Біографія

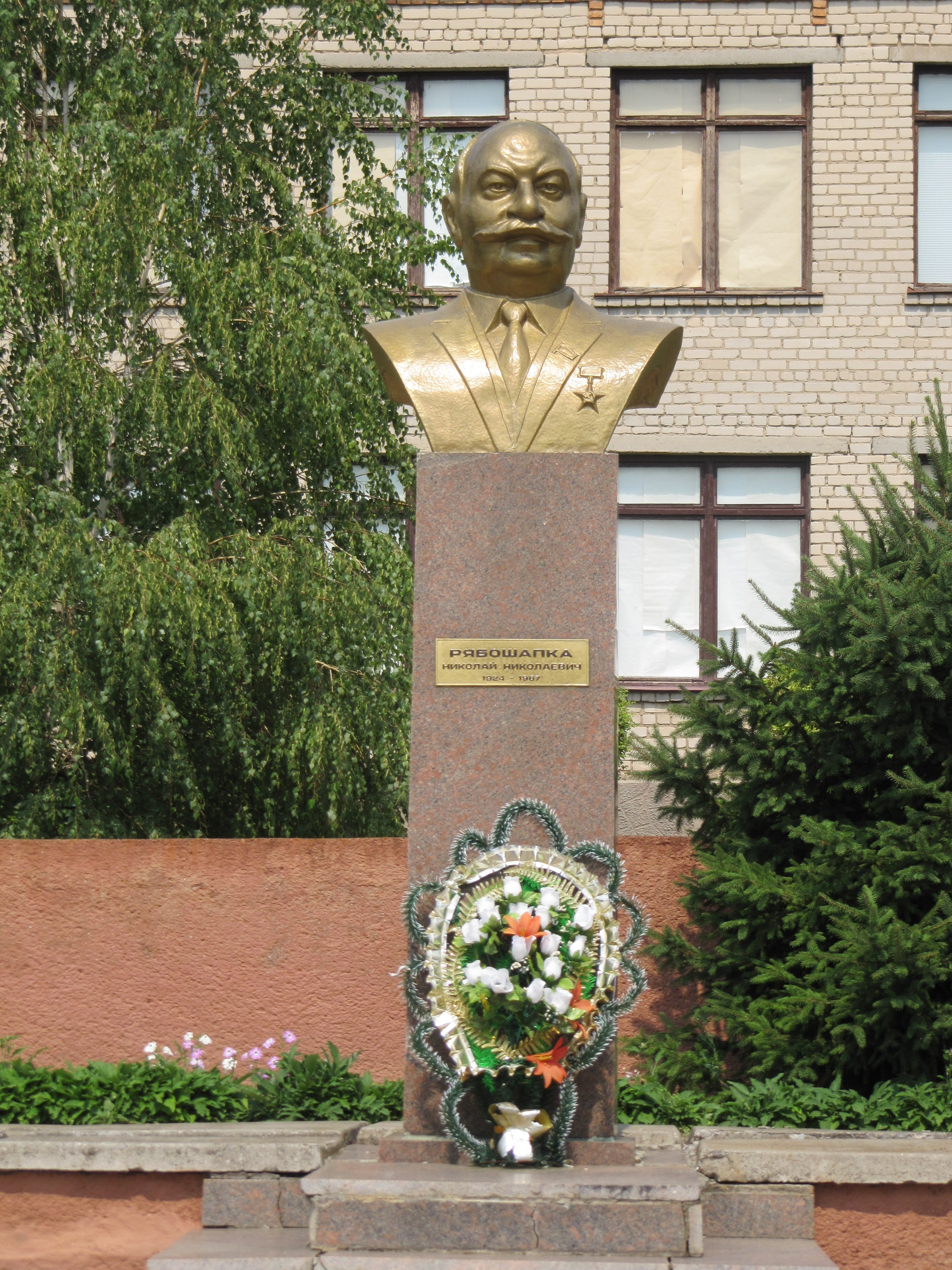
Погруддя Миколі Рябошапці в Щербанях

Народився в селянській родині. Трудову діяльність розпочав у 1941 року.
У 1944—1947 роках — у Червоній армії, учасник Другої світової війни. Служив телефоністом взводу управління 1-го дивізіону 139-го гвардійського артилерійського полку 69-ї гвардійської стрілецької дивізії, розвідником 4-ї гвардійської армії 2-го і 3-го Українських фронтів.
У 1951 році закінчив Київський лісогосподарський інститут.
У 1951—1957 роках — старший лісничий, директор Вознесенського лісгоспу, директор Вознесенської лісової дворічної школи Миколаївської області.
Член КПРС з 1957 року.
У липні 1957 — квітні 1987 року — голова колгоспу імені Кірова села Щербані Вознесенського району Миколаївської області.
У 1976 році закінчив заочно Херсонський сільськогосподарський інститут.

## Нагороди
- Герой Соціалістичної Праці (8.12.1973)
- два ордени Леніна (1971, 8.12.1973)
- орден Вітчизняної війни 2-го ст. (6.04.1985)
- медаль «За відвагу» (25.08.1944)
- медаль «За взяття Будапешта» (1945)
- медаль «За взяття Відня» (1945)
- медалі
- Почесна грамота Президії Верховної Ради Української РСР
- заслужений працівник сільського господарства Української РСР